# Alpheus bahamensis
Alpheus bahamensis är en kräftdjursart som beskrevs av Rosa Rankin 1898. Alpheus bahamensis ingår i släktet Alpheus och familjen Alpheidae. Inga underarter finns listade i Catalogue of Life.